# テオドール・ラーセン
テオドール・ラーセン(Theodor Larsen)はノルウェーの最後の死刑執行人である。
1864年にサムソン・イズベルグの後任として死刑執行人に就任した。
4人の死刑囚に対して斧による斬首刑を執行した。

## 執行歴
- 1868年7月17日　Olaves Andersson
- 1876年1月25日  w:no:Jakob Alexander Jakobsen Wallin
- 1876年2月18日　w:no:Sofie Johannesdotter
- 1876年2月25日　w:no:Kristoffer Nilsen Svartbækken Grindalen